# Mike Gibson (cestista)
Michael Jerome Gibson, detto Mike (Williamsburg County, 27 ottobre 1960), è un ex cestista statunitense, professionista nella NBA, in Italia, Spagna e Israele.

## Carriera
Venne selezionato dai Washington Bullets al secondo giro del Draft NBA 1982 (44ª scelta assoluta).

## Palmarès
- Campionato israeliano: 1

Hapoel Galil Elyon: 1992-93
- Coppa di Israele: 1

Hapoel Galil Elyon: 1991-92